# Purificador de ar
Os purificadores de ar são aparelhos capazes de remover, em algum nível, poeira e germes do ar de um determinado ambiente. Tais aparelhos podem ainda, contudo, aumentar os níveis de ozônio no ambiente, um composto nocivo em certos níveis.

## História
Em 1871, o físico John Tyndall escreveu sobre sua invenção, um respirador de bombeiro, como resultado de uma combinação de recursos de proteção do respirador Stenhouse e outros dispositivos de respiração. Esta invenção foi descrita posteriormente em 1875.